# Suchoi Su-75
Die Suchoi Su-75 ist ein geplantes russisches Kampfflugzeug. Die Bezeichnung Su-75 ist als vorläufig zu betrachten, ebenso wie der manchmal genannte Beiname Checkmate, der von Beobachtern aus der Bordnummer 075 abgeleitet wurde.

## Entwicklung
Im Juli 2021 wurde auf der Luftfahrtmesse MAKS 2021 eine 1:1-Attrappe des geplanten einstrahligen Kampfflugzeuges der Öffentlichkeit vorgestellt und im November 2021 auf der Dubai Air Show erstmals im Ausland präsentiert. Die Serienreife wurde für 2026 anvisiert. Die Su-75 soll eine ähnliche Rolle füllen wie einst die MiG-21: die eines einfachen, kostengünstigen und dennoch leistungsfähigen Jagd- bzw. Mehrzweckkampfflugzeuges. Das russische Kürzel für das Programm lautet LTS (Ljogki taktitscheski samoljot, leichtes taktisches Kampfflugzeug), was einen Bezug zum abgebrochenen Parallelprogramm des MFI (Mnogofunkzionalny Frontowoi Istrebitel, „Mehrzweck-Frontjäger“), dem LFI (Ljogki Frontowoi Istrebitel, „Leichter Frontjäger“) der 1990er-Jahre herstellt. Geschätzt wurde eine Nachfrage von 300 Flugzeugen über einen Zeitraum von fünfzehn Jahren. Das Flugzeug soll in drei Ausführungen gebaut werden, als Einsitzer, Doppelsitzer und unbemannt. Das Patent spricht von modularem Aufbau mit Anpassung nur des Vorderrumpfes. Die Weiterentwicklung hängt vom Vorhandensein eines Kunden ab. Der Rostec-Chef Sergei Tschemesow bezifferte 2021 die Stückkosten auf etwa 25 bis 30 Mio. US-Dollar.
Ein von Rostec veröffentlichtes Video deutete an, dass Suchoi mit der Maschine auch auf Exportländer abzielt, die aus politischen oder finanziellen Gründen keine F-35 beschaffen können. Als potenzielle Kunden werden Länder aus dem Nahen Osten, Süd- und Ostasien sowie Lateinamerika genannt. Angeblich soll 2023 mit Nigeria verhandelt worden sein. Russland umwirbt Indien als Partner, das aus der Su-57 Mitentwicklung ausgestiegen war. Indien wäre mehr an zusätzlichen Mig-29 interessiert. Russland bot Indien einen tieferen Preis und eine Produktion der Su-75 in Indien an. Das Flugzeug werde in Indien aber laut indischer Meinungen nicht ernsthaft erwogen.
OAK-Generaldirektor Juri Sljussar hatte 2021 bekannt gegeben, dass im KnAAS-Werk in Komsomolsk am Amur mehrere Prototypen im Bau seien. 2023 wurden erneut Prototypen angekündigt, deren Status aber weiterhin unklar blieb; 2023 liefen die „Vorbereitungen“ zum Bau des ersten Prototyps. Der erste Prototyp solle laut Angaben vom Sommer 2023 vor Ende 2025 vorgestellt werden.
Das Flugzeug wurde 2024 während einer Rüstungsmesse (ARMY 2024 International Military and Technical Forum) in Moskau nicht präsentiert, wurde aber für eine Messe in Indien im Februar 2025 angekündigt. Eine indonesische Seite schrieb im November 2024, die Entwicklung der Su-75 ginge laut OAK „in die Endphase“.

## Beschreibung
Die Su-75 verfügt über einen Deltaflügel, einen Lufteinlauf ohne Grenzschichtabscheider (engl.: diverterless supersonic inlet, DVI) und ein weit ausgestelltes V-Leitwerk. Die Stealth-Fähigkeiten wurden infrage gestellt, auch weil der Hersteller das nie erwähnt. Welche Stealth-Eigenschaften erreicht würden sei nicht klar, weil das Flugzeug ein Kompromissentwurf sei mit dem Hauptziel, exportiert zu werden. Der kantige Lufteinlauf befindet sich unter der Flugzeugnase und ist an beiden Rumpfseiten hochgezogen. Die interne Bewaffnung wird in zwei seitlichen Waffenschächten mitgeführt. Als Antrieb soll aller Wahrscheinlichkeit nach das neue Triebwerk NPO Saturn Erzeugnis 30 (Isdelije 30), welches auch für die endgültige Version der Suchoi Su-57 vorgesehen ist, verwendet werden. Dieses Triebwerk sollte ab 2022 in Serie gehen und hätte ab 2023[veraltet] für erste Flugtests der Su-75 eingesetzt werden sollen. Laut dem Konstrukteur der Su-75, Michail Nikituschkin, ist allerdings das Erzeugnis 117 (AL-41F1) als Antrieb geplant.
Das Flugzeug soll mit modernster Avionik und künstlicher Intelligenz zur Unterstützung des Piloten ausgerüstet werden. Dieses Analyse-System sollte die Wartung effizienter machen und damit die operationellen Kosten senken.
2023 soll das Heck verändert worden sein. Ein kleines Modell vom Februar 2024 hatte scheinbar einen leicht veränderten Lufteinlauf.
Im November 2024 wurde neu ein größeres maximales Startgewicht von 26 Tonnen angegeben und ein Triebwerk AL-51F1.

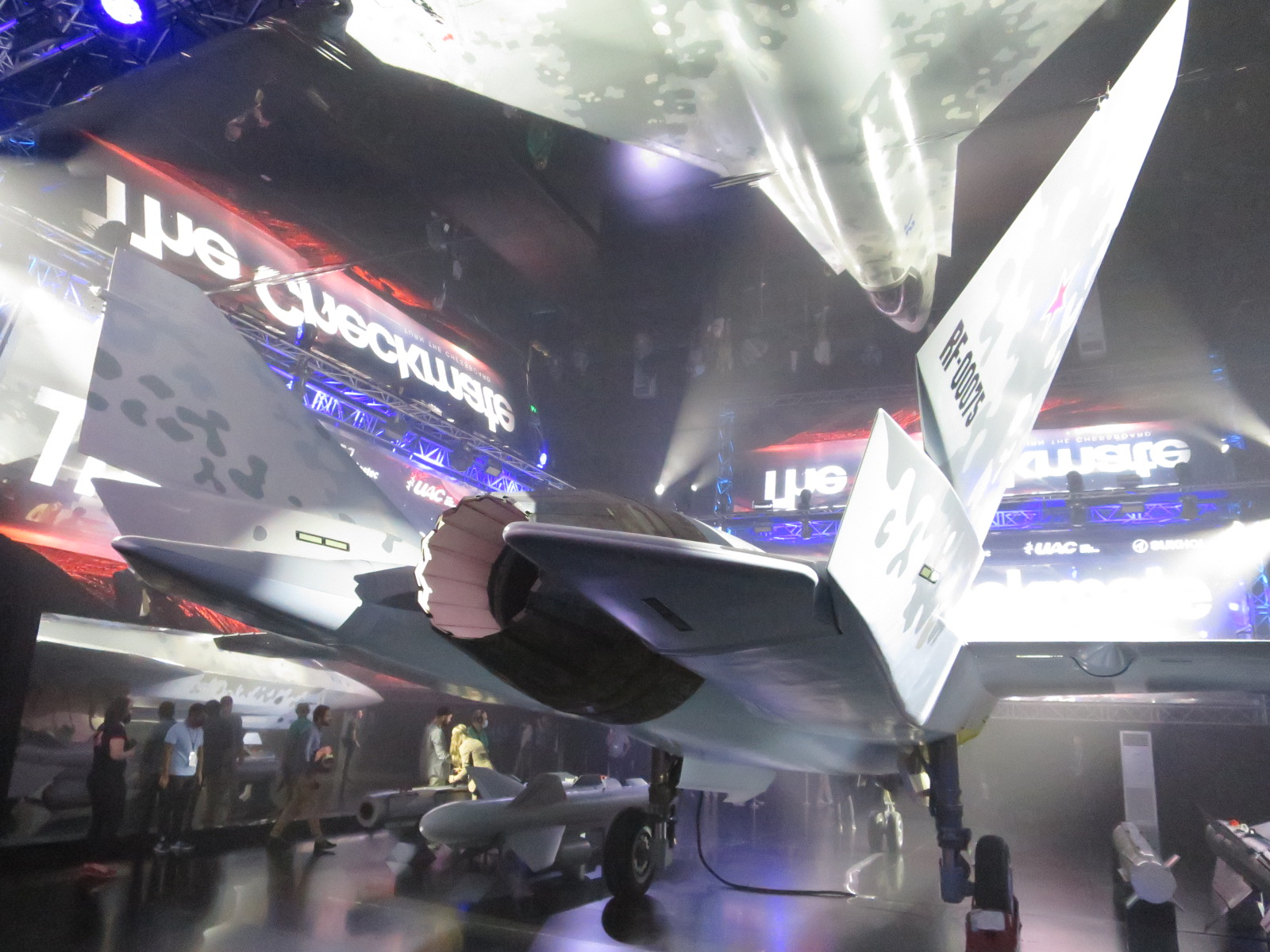
Heckansicht (Dubai Air Show 2021)
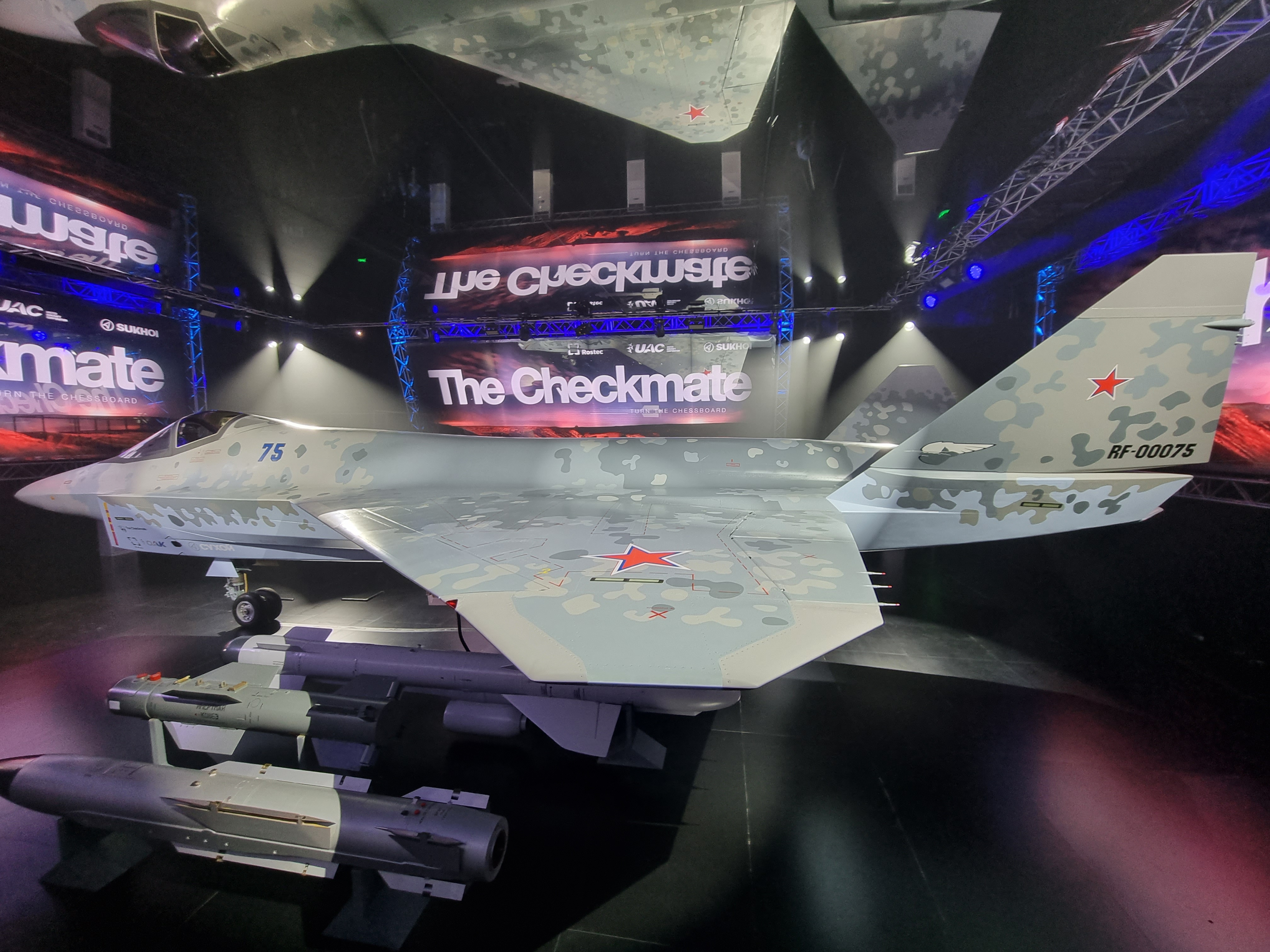
Seitenansicht mit Bewaffnungsoptionen (Dubai Air Show 2021)

## Technische Daten
(projektiert)
- Höchstgeschwindigkeit: Mach 1,8[3]
- Reichweite: 2800 km[3]
- Gesamtmasse: ~20 t (2021)[31] ~26 t (2024)
- Nutzlast: 7400 kg[3]
- Triebwerk: ein Saturn AL-51F1[32] mit rund 120 kN Trocken- und 180 kN Nachbrennerschub
- Schub-Gewicht-Verhältnis: > 1[7]